# 탁샤카
탁샤카(산스크리트어: तक्षक, Takṣaka)는 힌두교와 불교의 나가라자이다. 그는 힌두 서사시인 마하바라타와 바가바타 푸라나에 언급되어 있다. 그는 나가의 왕으로 묘사된다.
탁샤카는 동아시아 신화에서 "팔대용왕" (八大龍王 Hachi-dai Ryuu-ou) 중 하나로 알려져 있으며, 나는 유일한 뱀이며 난다 (나가라자), 우파난다, 사가라 (샤카라), 바수키, 발라반, 아나바탑타, 우트팔라 중에서 가장 독이 강한 뱀으로 언급된다.

## 힌두교

### 나가의 왕
탁샤카는 (1,3)에서 나가의 왕으로 언급된다.
탁샤카는 (1-225,227,230)에서 신들의 왕 인드라의 친구로 언급된다. 탁샤카는 이전에 쿠루크셰트라와 칸다바숲 (현대 델리)에 거주했다 (1,3). 탁샤카와 아슈바세나는 이크슈마티 강둑의 쿠루크셰트라에 살던 변함없는 동반자였다 (1,3). 탁샤카의 남동생인 스루타세나는 뱀들의 우두머리 자리를 얻기 위해 마하듐나라는 성지에 거주했다 (1,3). 그는 카미아카의 4대 왕이었다.

### 전설
슈리마드 바가바탐에 따르면 탁샤카는 이크슈바쿠 왕조에 속했다. 그는 라마의 후손이었다. 탁샤카의 아들 이름은 브리하드발라였으며, 그는 아르주나의 아들 아비만유에게 전투에서 살해당했다.
탁샤카는 칸다바숲에 살았다 (1,225). 나가들은 피샤차, 락샤사 왕국, 다이티아, 다나바 (아수라의 부족)와 같은 다른 부족들과 함께 그곳에 살았다 (1,227). 아르주나는 아그니의 명령으로 그 숲을 태웠다. 그때 나가의 수장 탁샤카는 쿠루크셰트라에 가 있었기 때문에 그곳에 없었다. 그러나 탁샤카의 강력한 아들 아슈바세나는 그곳에 있었다. 아르주나는 아슈바세나의 어머니인 탁샤카의 아내를 죽였다. 그러나 아슈바세나는 도망쳤다 (1-229,230) (4,2). 어머니의 살해에 대한 복수를 위해 아슈바세나는 쿠루크셰트라 전쟁 (8,90) (9,61) 중 카르나와 싸우고 있던 아르주나를 공격했다. 아슈바세나는 여기서 아이라바타의 종족에서 태어난 것으로 언급된다 (8,90). 시바가 트리푸라의 몰락을 경고한 후 그곳에 온 아수라 건축가 마야수라는 칸다바숲이 불탔을 때 탁샤카의 거주지에서 탈출한 것으로 언급되지만 (1,230), 일부 이야기에서는 그가 크리슈나 앞에 절하기 위해 나와 판다바들을 고대의 보물 창고가 있던 동굴로 안내했으며 그곳에는 간디바 활도 있었다고 묘사한다.

### 판다바에 대한 복수

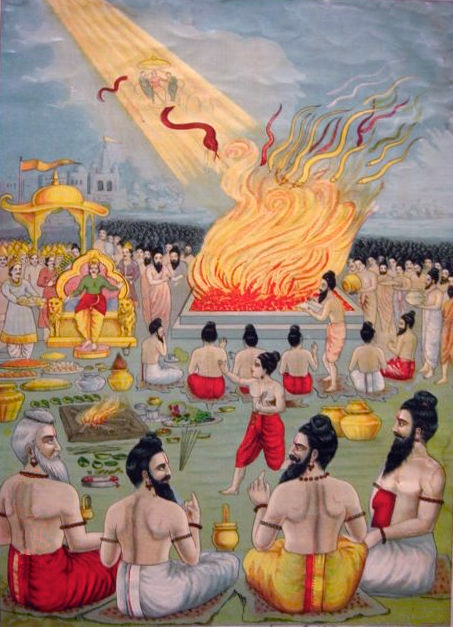
자나메자야의 뱀 희생 제사를 아스티카가 막으려 한다

파리크시트가 현자의 아들에게 아버지 모욕으로 뱀 물림으로 죽을 것이라는 저주를 받았을 때, 탁샤카는 그 저주를 이행하기 위해 왔다. 탁샤카는 변장하여 접근하여 (1,50) 아르주나의 손자인 파리크시트를 물어 죽였는데, 그는 비슈누 신을 명상하고 있었다. 그는 또한 뱀 독 치료에 능한 카샤파 씨족의 사제를 매수하여 왕에게 의료 지원을 받을 가능성을 막았다 (1,43).

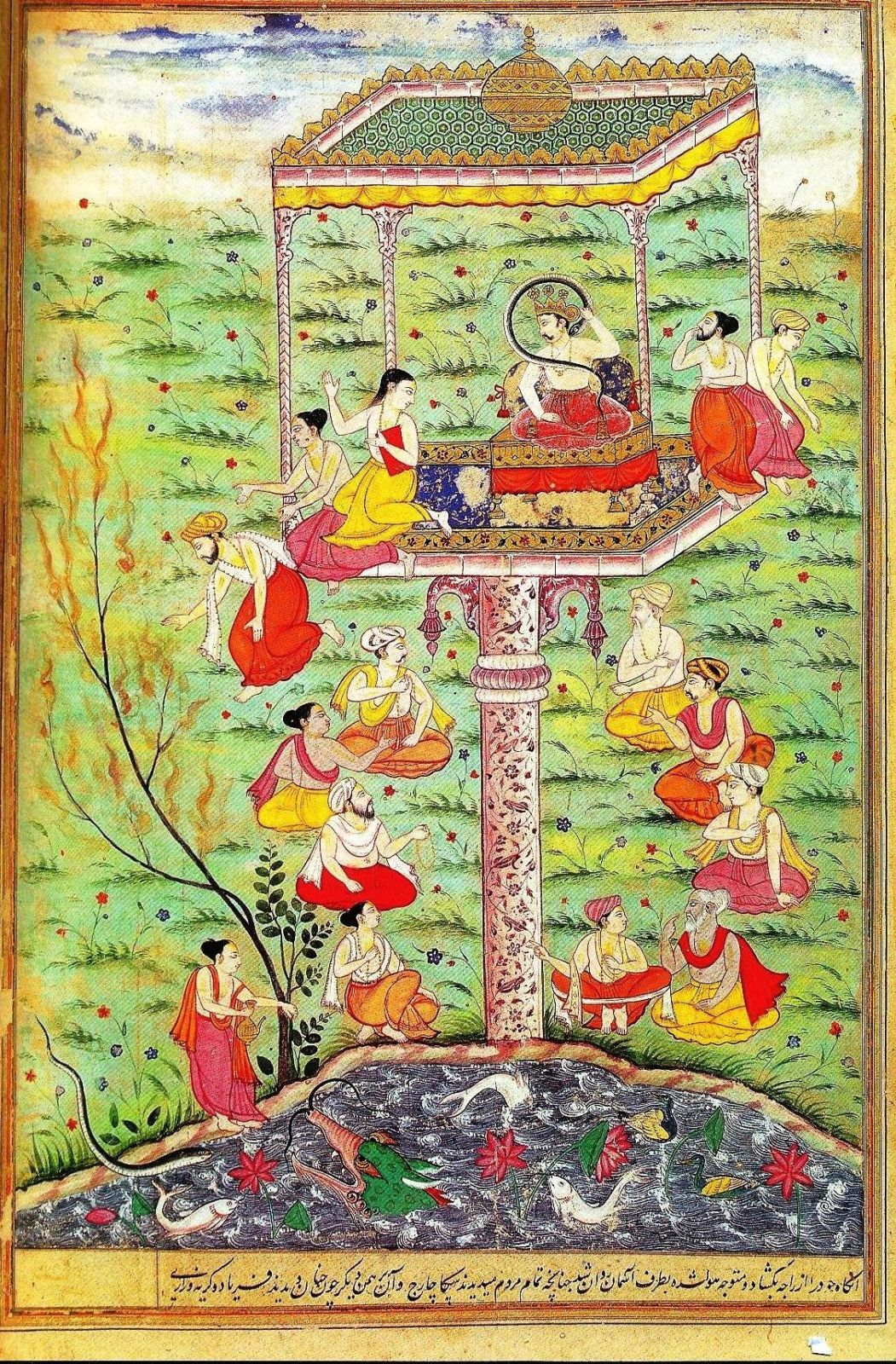
카샤파가 살아있는 나무가 탁샤카(연못 근처)에 의해 불타고 파리크시트가 탁샤카에 물리는 모습, 비를라 라즈나마의 폴리오

나중에 파리크시트의 아들 자나메자야 왕은 탁샤실라에서 전쟁을 벌였고 (1,3) 그곳에서도 탁샤카가 이끄는 나가들을 추방했다.
우탄카는 탁샤카의 영역을 지나던 중 곧 또 다른 희생자가 되었다. 자나메자야를 방문함으로써 우탄카는 그 쿠루 왕의 분노를 불러일으켰고, 이는 탁샤카와 나가족에게 전적으로 향했다. 자나메자야는 탁샤실라에서 나가족을 전멸시키려는 의도로 나가들을 학살하는 작전을 시작했다 (1,52). 탁샤카는 자신의 영토를 떠나 데바 영토로 도망쳐 데바 왕 인드라의 보호를 요청했다 (1,53). 그러나 자나메자야의 부하들은 그를 추적하여 다른 나가 수장들과 함께 처형하기 위해 죄수로 데려왔다 (1,56). 그때, 어린 나이의 학식 있는 현자 아스티카가 와서 개입했다. 그의 어머니 마나사는 나가였고 아버지는 브라만이었다. 자나메자야는 학식 있는 아스티카의 말을 듣고 탁샤카를 풀어주어야 했다. 그는 또한 나가 학살을 중단하고 그들과의 모든 적대감을 끝냈다 (1,56). 그 이후로 나가와 쿠루는 평화롭게 살았다. 자나메자야도 평화로운 왕이 되었다.

## 기타 언급
탁샤카는 거지로 변장하여 파우샤 왕의 왕비가 브라만인 웃탄카에게 선물로 준 귀걸이를 훔쳤다. 웃탄카는 다른 사람들의 도움으로 그것을 되찾았다. 그는 탁샤카에게 복수하기를 원했고 아르주나의 증손자인 쿠루 왕 자나메자야의 수도인 하스티나푸라로 향했다. 웃탄카는 얼마 전 탁샤실라에서 승리하고 돌아온 자나메자야 왕을 기다렸다. 웃탄카는 왕에게 그의 아버지 파리크시트가 탁샤카의 손에 죽었다는 것을 상기시켰다 (1,3).
(14-53에서 58장)에서는 웃탄카의 역사가 반복되는데, 귀걸이는 사우다사 왕(이크슈바쿠 왕)의 아내인 마다얀티 왕비의 것이라고 언급되었다 (14,57). 아이라바타 족의 나가 한 명이 귀걸이를 훔쳐간다고 한다 (14,58).
- 푸루족 ( 달의 왕조의 한 분파)의 릭샤라는 이름의 왕은 탁샤카족의 나가 딸과 결혼했다고 언급된다 (1,95).
- 비슈마는 (6,108)에서 나가 탁샤카의 기량에 비유된다.
- 탁샤카 뱀은 힌디어와 산스크리트어로 활강 뱀을 의미한다.[2]